# Comuna Balkove, Tokmak
Balkove (în ucraineană Балкове) este o comună în raionul Tokmak, regiunea Zaporijjea, Ucraina, formată din satele Balkove (reședința), Hrîșîne, Kozoluhivka și Svitle.

## Demografie
Componența lingvistică a comunei Balkove
     Ucraineană (93,39%)
     Rusă (6,61%)
Conform recensământului din 2001, majoritatea populației comunei Balkove era vorbitoare de ucraineană (93,39%), existând în minoritate și vorbitori de rusă (6,61%).